# صفی‌پور
صفی‌پور (به انگلیسی: Safipur) یک منطقهٔ مسکونی در هند است که در Unnao district واقع شده‌است.

## خصوصیات
صفی‌پور  ۲۲٬۴۰۲ نفر جمعیت دارد و ۱۲۹ متر بالاتر از سطح دریا واقع شده‌است.